# Seka (roi)
Pour les articles homonymes, voir Seka (homonymie).
Seka (également appelé Hsekiou) est mentionné dans la pierre de Palerme comme un roi égyptien prédynastique de la Dynastie 0 ayant régné en Basse-Égypte.
Comme il n'existe aucune autre preuve de l'existence d'un tel souverain, certains égyptologues pensent qu'il pourrait s'agir d'un roi mythique préservé par la tradition orale, voire totalement fictif,.